# NEOS

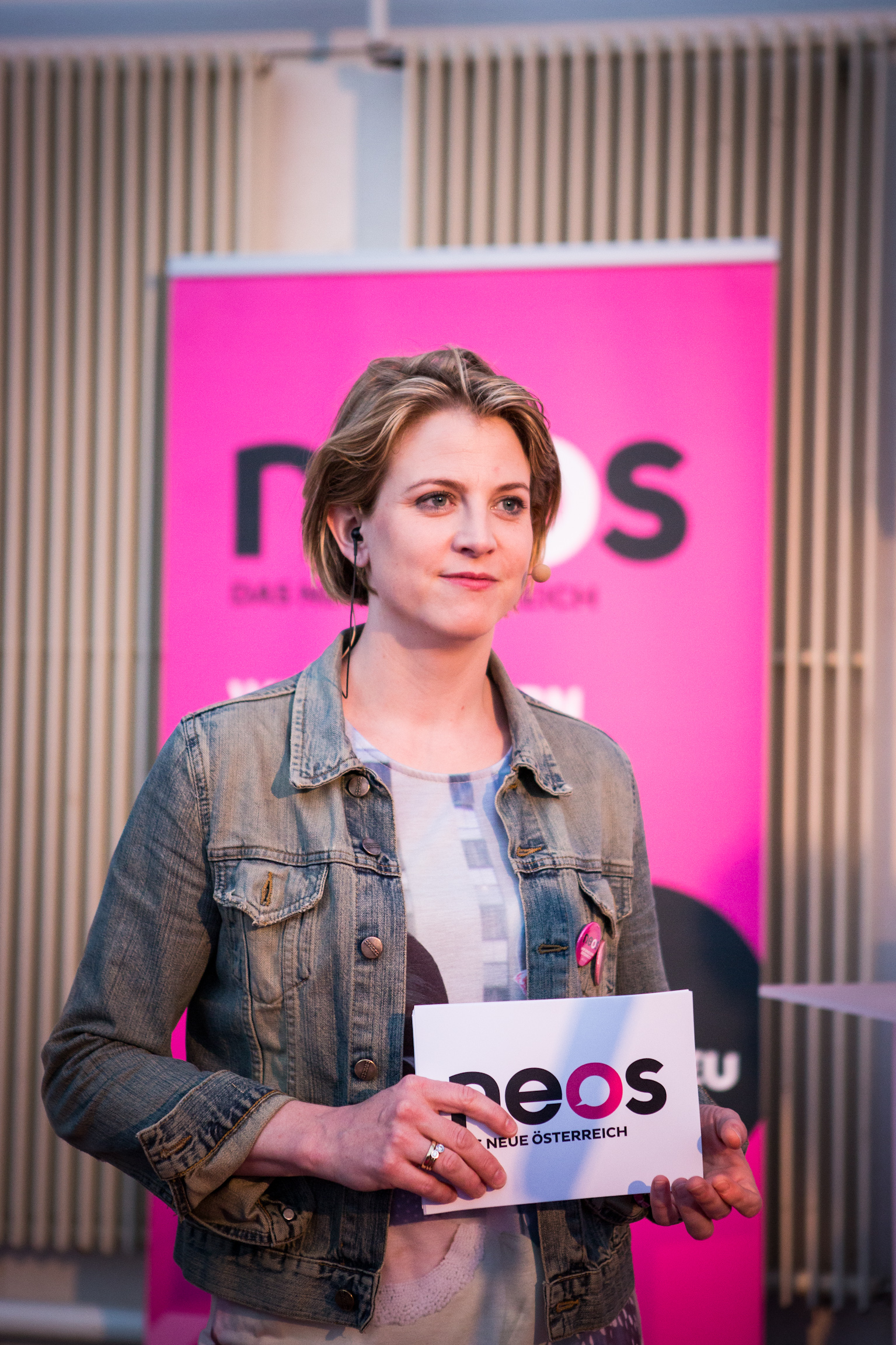
Beate Meinl-Reisinger är NEOS partiledare sedan 2018.

NEOS (tyska: NEOS – Das Neue Österreich und Liberales Forum) är ett liberalt och pro-europeiskt politiskt parti i Österrike som grundades i oktober 2012.
NEOS lyckades ta sig in i nationalrådet i september 2013 som det första liberala partiet sedan Liberales Forum åkte ut ur nationalrådet 1999. I Europaparlamentsvalen 2014 och 2019 tog partiet ett av Österrikes 18 mandat.

## Historia
I oktober 2012 grundades NEOS – Das Neue Österreich som ett nytt liberalt parti. Första partiledaren blev Matthias Strolz som under 2000–2001 hade varit medarbetare i Österrikes parlament för det kristdemokratiska Österrikiska folkpartiet (ÖVP).
Inför valet till nationalrådet i september 2013 bildade NEOS en valallians med Liberales Forum (LIF), ett annat liberalt parti som hade grundats 1993 men som inte lyckades vinna något mandat i ett val sedan 1999. Även Junge Liberale Österreich (JuLis) som är ett liberalt ungdomsförbund ingick i valalliansen. Valalliansen fick finansiellt stöd på 695 000 euro från multimiljonären och industrimagnaten Hans Peter Haselsteinter som tidigare hade stött LIF. I valet fick NEOS 5,0 procent av rösterna och lyckades därmed att ta sig över fyraprocentspärren. NEOS tog framför allt röster från tidigare väljare av ÖVP och De gröna (GRÜNE). Partiet fick 9 mandat och var det minsta partiet i nationalrådet vid dess konstituerande sammanträde.
Den 25 januari 2014 slogs NEOS samman med Liberales Forum och det nya partiet fortsätter under namnet NEOS – Das Neue Österreich und Liberales Forum. Den 22 mars 2014 anslöt sig även JuLis till NEOS och blev dess ungdomsförbund som bytte namn till JUNOS – Junge liberale NEOS. NEOS gick med i Alliansen liberaler och demokrater för Europa (ALDE) den 2 maj 2014.
Inför Europaparlamentsvalet i maj 2014 utsågs Angelika Mlinar, som var ordförande för LIF fram till dess anslutning till NEOS, till NEOS toppkandidat. I valet fick partiet 8,1 procent av rösterna och tog ett av Österrikes 18 mandat. Trots att valresultatet innebar NEOS dittills största framgång på nationell nivå, tydde opinionsmätningar på ett ännu bättre resultat. Under valrörelsen och framför allt TV-debatter anses toppkandidaten Mlinar ha avskräckt potentiella väljare med förslag på privatisering av vatten(försörjningen) och sjukvården samt uttalanden om att skapa Europas förenta stater och en gemensam europeisk armé. I primärvalen inför Europaparlamentsvalet 2014 stödde NEOS Guy Verhofstadt som kandidat av ALDE till ny kommissionsordförande.
NEOS tog sig in i lantdagen i Vorarlberg (6,9 procent av rösterna) i september 2014 och i Wien (6,2 procent) i oktober 2015, medan man misslyckades med det under 2015 i Burgenland (2,3 procent), Steiermark (2,6 procent) och Oberösterreich (3,5 procent). I första omgången av presidentvalet 2016 stödde NEOS Irmgrad Griss, en partioberoende kandidat, och i andra valomgången De grönas Alexander Van der Bellen.
Inför nationalrådsvalet i oktober 2017 skapade NEOS en allians med Irmgrad Griss. Partiet fick 5,3 procent av rösterna i valet, vilket utgjorde en marginell förbättring jämfört med senaste valet. Under 2018 tog sig partiet in i lantdagarna i Niederösterreich (5,2 procent), Tyrolen (5,2 procent) och Salzburg (7,3 procent), men inte i Kärnten (2,1 procent). Till följd av valet i Salzburg ingick NEOS en koalition med ÖVP och De Gröna för att bilda en förbundslandsregering. Det markerade första gången som NEOS ingick i en regering i en lagstiftande församling.
I juni 2018 valdes Beate Meinl-Reisinger till ny partiledare efter Matthias Strolz avgång. I Europaparlamentsvalet 2019 fick NEOS 8,4 procent av rösterna och ett mandat. I nationalrådsvalet 2019 fick NEOS 8,1 procent av rösterna och uppnådde därmed det bästa resultatet för ett liberalt parti någonsin i ett nationellt österrikiskt val.

## Ideologi och idéutveckling
När Matthias Strolz grundade NEOS förstod han sitt partiet som ett erbjudande på besvikna liberala väljare. Han poängterade också att NEOS grundades ur en medborgarrörelse som uppstod på grund av missnöje med de etablerade partiernas politik. NEOS ser sig inte som ett klassiskt liberalt parti. Så förespråkar partiet till exempel ett generellt rökförbud på restauranger och införandet av en europeisk finansiell transaktionsskatt. Partiet är även emot privatisering av järnvägsnätet och elnätet. Däremot förordar NEOS ett frihandelsavtal mellan EU och USA om de (högre) europeiska standarderna inom områden som miljö, hälsa, sociala eller mänskliga rättigheter inte urholkas. NEOS vill att arbetsmarknaden blir mer flexibel och ställer sig positivt till en 12 timmars arbetsdag. NEOS är för samkönade äktenskap och adoptionsrätt för homosexuella, och även för legalisering av cannabis. Partiet eftersträvar en reform av pensionssystemet efterliknande Sveriges pensionssystem, och vill minska inflytandet av förbundsländerna i lagstiftningsområdet.
En av partiets hjärtefrågor är skola och utbildning. NEOS kräver att rätten till en förskoleplats från och med ett års ålder införs och att öppettider på förskolor förlängs. NEOS förordar att skolor får större autonomi att styra över sin egen verksamhet. NEOS beskriver sig som Österrikes mest pro-europeiska parti. NEOS förespråkar inrättandet av en europeisk konstitution, en gemensam EU-armé och skapandet av Europas förenta stater.
Partiet lägger stor vikt på medborgarnas medverkan till exempel i utformning av NEOS partiprogram och nomineringsprocessen av kandidater inför val. När det gäller inrättandet av en europeisk konstitution skulle denna utarbetas på ett sätt så att medborgarna aktivt kan delta i denna process.

## Valresultat
| Val  | Andel       | Mandat   | Ref    |
| ---- | ----------- | -------- | ------ |
| 2013 | 5,0 procent | 9 / 183  | [ 18 ] |
| 2017 | 5,3 procent | 10 / 183 | [ 19 ] |
| 2019 | 8,1 procent | 15 / 183 | [ 20 ] |

| Val  | Andel       | Mandat | Ref    |
| ---- | ----------- | ------ | ------ |
| 2014 | 8,1 procent | 1 / 18 | [ 21 ] |
| 2019 | 8,4 procent | 1 / 18 | [ 22 ] |

## Partiledare
- 2012–2018: Matthias Strolz
- sedan 2018: Beate Meinl-Reisinger